# Marie-Christine Barrault

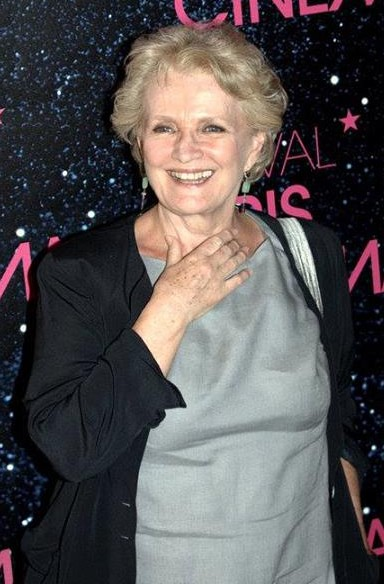
Marie-Christine Barrault (2013)

Marie-Christine Barrault (* 21. März 1944 in Paris) ist eine französische Schauspielerin.
Ihr Filmdebüt gab sie 1969 in Éric Rohmers Meine Nacht bei Maud; ihren Durchbruch feierte sie 1975 mit dem als bester fremdsprachiger Film Oscar-prämierten Cousin, Cousine. 1983 war sie Jurypräsidentin des World Film Festivals. Sie ist die Nichte des Schauspielers Jean-Louis Barrault. In erster Ehe war sie mit Daniel Toscan du Plantier verheiratet. Mit ihm hat sie die Kinder David und Ariane. Von 1990 bis zu seinem Tod im Jahr 2000 war sie mit Roger Vadim verheiratet.

## Filmografie (Auswahl)
- 1969: Meine Nacht bei Maud (Ma nuit chez Maud)
- 1970: Der Zerstreute (Le distrait)
- 1970: Allô Police (Fernsehserie, 1 Folge)
- 1972: Die Eindringlinge (Les intrus)
- 1974: John Glückstadt
- 1974: Die Töchter des Bäckers (La famille Grossfelder)
- 1975: Cousin, Cousine
- 1977: Der Schrecken der Medusa (The Medusa Touch)
- 1978: Perceval le Gallois
- 1979: Eine Frau zwischen Hund und Wolf (Femme entre chien et loup)
- 1980: Stardust Memories
- 1983: Mir reicht’s – ich steig aus
- 1983: Eine Liebe von Swann
- 1983: Eine Liebe in Deutschland
- 1983: Ein Tisch für Fünf (Table for Five)
- 1985: Paradigma
- 1985: Sommer ’36 (L’été ’36)
- 1985: Vaudeville
- 1990: Der kleine Tod der feinen Damen (Dames galantes)
- 1993: Eine verrückte Liebe (L’amour fou)
- 1994: Bonsoir
- 1997: Obsession
- 2000: Azzurro
- 2001: Träume auf französisch (Rêves en France)
- 2003: Verrat im Namen der Königin (Saint-Germain ou La négociation)
- 2004: Die Liebe ist kein Würfelspiel (Parlez-moi d’amour)
- 2007: Zimmer 401 – Rückkehr aus der Vergangenheit (La Disparue de Deauville)
- 2013: Kinder, Küche, Chaos (La vie domestique)
- 2014: Mary Higgins Clark: Mysteriöse Verbrechen – Denn vergeben wird Dir nie (Collection Mary Higgins Clark, la reine du suspense; Fernsehserie, Folge: Toi que j’aimais tant)
- 2017: Profiling Paris (Fernsehserie, 1 Folge; Profilage)
- 2023: Alphonse (Fernsehserie)
- 2024: Fiasco (Miniserie)
- 2024: Was uns verbindet (L’attachement)